# 529
529（五百二十九、ごひゃくにじゅうきゅう）は自然数、また整数において、528の次で530の前の数である。

## 性質
- 529は合成数であり、約数は 1, 23 と 529 である。
  - 約数の和は553。
    - 約数の和が奇数になる39番目の数である。1つ前は512、次は576。

  - 約数を3個もつ9番目の数である。1つ前は361、次は841。
- 529 = 232
  - 23番目の平方数である。1つ前は484、次は576。
  - n = 2 のときの 23n の値とみたとき1つ前は23、次は12167。
  - (三角数 + 1) で表せる4番目の平方数である。1つ前は121、次は4096。
  - 素数 p = 23 のときの p2 の値とみたとき1つ前は361、次は841。(オンライン整数列大辞典の数列 A001248)
  - (素数)(素数) の形で表せる16番目の数である。1つ前は361、次は841。(オンライン整数列大辞典の数列 A053810)
- 164番目の半素数である。1つ前は527、次は533。
- 各位の和が16になる26番目の数である。1つ前は493、次は538。
- 529 = 32 + 62 + 222 = 32 + 142 + 182 = 62 + 132 + 182
  - 3つの平方数の和3通りで表せる78番目の数である。1つ前は526、次は571。(オンライン整数列大辞典の数列 A025323)
  - 異なる3つの平方数の和3通りで表せる52番目の数である。1つ前は526、次は531。(オンライン整数列大辞典の数列 A025341)
- 529 = 13 + 23 + 23 + 83
  - 4つの正の数の立方数の和で表せる132番目の数である。1つ前は523、次は530。(オンライン整数列大辞典の数列 A003327)

## その他 529 に関連すること
- 西暦529年
- 紀元前529年
- 津波戸山の標高は529m
- 1945年7月16日にアメリカ合衆国で行なわれた人類最初の核爆発 (トリニティ実験) のHHMM(5時29分)である。